# Timothy Don
Timothy Philip Don –conocido como Tim Don– (Hounslow, 14 de enero de 1978) es un deportista británico que compitió en triatlón, duatlón y acuatlón.
Ganó una medalla de oro en el Campeonato Mundial de Triatlón de 2006, una medalla de plata en el Campeonato Mundial de Triatlón de Velocidad de 2010 y tres medallas en el Campeonato Africano de Triatlón entre los años 2002 y 2005. En Ironman 70.3 consiguió dos medallas de bronce en el Campeonato Mundial, en los años 2014 y 2017.
Además, obtuvo dos medallas en el Campeonato Mundial de Duatlón, oro en 2002 y plata en 2005, y una medalla de bronce en el Campeonato Europeo de Duatlón de 2004. En acuatlón consiguió una medalla de oro en el Campeonato Mundial de Acuatlón de 2005.

## Palmarés internacional
| Campeonato Mundial  | Campeonato Mundial        | Campeonato Mundial | Campeonato Mundial |
| Año                 | Lugar                     | Medalla            | Prueba             |
| ------------------- | ------------------------- | ------------------ | ------------------ |
| 2006                | Lausana (Suiza)           | Medalla de oro     | Individual         |
| Campeonato Africano |                           |                    |                    |
| Año                 | Lugar                     | Medalla            | Prueba             |
| 2002                | Port Louis (Mauricio)     | Medalla de oro     | Individual         |
| 2003                | Swakopmund (Namibia)      | Medalla de plata   | Individual         |
| 2005                | KwaZulu-Natal (Sudáfrica) | Medalla de oro     | Individual         |

| Campeonato Mundial | Campeonato Mundial | Campeonato Mundial | Campeonato Mundial |
| Año                | Lugar              | Medalla            | Prueba             |
| ------------------ | ------------------ | ------------------ | ------------------ |
| 2010               | Lausana (Suiza)    | Medalla de plata   | Individual         |

| Campeonato Mundial | Campeonato Mundial           | Campeonato Mundial | Campeonato Mundial |
| Año                | Lugar                        | Medalla            | Prueba             |
| ------------------ | ---------------------------- | ------------------ | ------------------ |
| 2014               | Mont-Tremblant (Canadá)      | Medalla de bronce  | Individual         |
| 2017               | Chattanooga (Estados Unidos) | Medalla de bronce  | Individual         |

| Campeonato Mundial | Campeonato Mundial          | Campeonato Mundial | Campeonato Mundial |
| Año                | Lugar                       | Medalla            | Prueba             |
| ------------------ | --------------------------- | ------------------ | ------------------ |
| 2002               | Alpharetta (Estados Unidos) | Medalla de oro     | Individual         |
| 2005               | Newcastle (Australia)       | Medalla de plata   | Individual         |
| Campeonato Europeo |                             |                    |                    |
| Año                | Lugar                       | Medalla            | Prueba             |
| 2004               | Swansea (Reino Unido)       | Medalla de bronce  | Individual         |

| Campeonato Mundial | Campeonato Mundial | Campeonato Mundial | Campeonato Mundial |
| Año                | Lugar              | Medalla            | Prueba             |
| ------------------ | ------------------ | ------------------ | ------------------ |
| 2005               | Gamagori (Japón)   | Medalla de oro     | Individual         |